# Stanley Park (Liverpool)
Stanley Park is een 45 hectare groot park in Liverpool, Engeland. Het park is ontworpen door Edward Kemp. Hij was tevens degene die het park in 1870 opende. Het park wordt door sommigen beschouwd als het meest betekenisvolle park van Liverpool. Dit vanwege de lay-out en de architecturale betekenis van het park. Het park kenmerkt zich door een groot terras met dure overnachtingsplaatsen. Bovendien is Stanley Park beroemd vanwege het feit dat het park het enige stuk grond is wat de rivaliserende clubs Liverpool FC en Everton FC van elkaar scheidt. Het park heeft een kerk die op de hoek wordt gevestigd precies tussen de twee voetbalteams in. De kerk wordt "Stanley Park Church" genoemd en is meer dan 100 jaar oud.
Liverpool FC heeft het plan gemaakt om het nieuwe stadion in Stanley Park neer te zetten.